# Дорожаево (Ивановская область)
Дорожаево — село в Шуйском районе Ивановской области. Входит в состав Колобовского городского поселения.

## География
Находится в восточной части Ивановской области на расстоянии приблизительно 18 км на юг-юго-восток по прямой от районного центра города Шуя.

## История
На карте 1780 года село уже было. В 1859 году здесь (тогда сельцо в составе Ковровского уезда Владимирской губернии) было учтено 16 дворов. В 1910 году была построена церковь иконы Божией Матери «Знамение» (закрыта в 1930-х годах). В селе сохранились остатки дворянской усадьбы семьи Чихачевых.

## Население
Постоянное население составляло 142 человека (1859 год), 81 в 2002 году (русские 96 %), 76 в 2010.